# Siège d'Orléans (1563)
Pour les articles homonymes, voir Siège et bataille d'Orléans.
Guerres de Religion
Batailles
Guerres de Religion en France
Prélude
- Mérindol (1545)
- Amboise (1560)
- Colloque de Poissy (1561)

Première guerre de Religion (1562-1563)
- Édit de Saint-Germain (1562)
- Massacre de Wassy (1562)
- Toulouse (1562)
- Vergt (1562)
- Rouen (1562)
- Dreux (1562)
- Orléans (1563)
- Paix d'Amboise (1563)

Deuxième guerre de Religion (1567-1568)
- Surprise de Meaux (1567)
- Michelade (1567)
- Saint-Denis (1567)
- Chartres (1568)
- Paix de Longjumeau (1568)

Troisième guerre de Religion (1568-1570)
- Jarnac (1569)
- La Roche-l'Abeille (1569)
- Poitiers (1569)
- Orthez (1569)
- Montcontour (1569)
- Saint-Jean-d'Angély (1569)
- Arnay-le-Duc (1570)
- Rabastens (1570)
- Paix de Saint-Germain-en-Laye (1570)

Quatrième guerre de Religion (1572-1573)
- Saint-Barthélemy (1572)
- Sancerre (1572-1573)
- Sommières (1573)
- La Rochelle (1573)

Cinquième guerre de Religion (1574-1576)
- Dormans (1575)
- Édit de Beaulieu (1576)

Sixième guerre de Religion (1577)
- Paix de Bergerac (1577)
- Édit de Poitiers (1577)

Septième guerre de Religion (1579-1580)
- Traité de Nérac (1579)
- Paix du Fleix (1580)

Huitième guerre de Religion (1585-1598) 
Guerre des Trois Henri

- Traité de Joinville (1584)
- Édit de Nemours (1585)
- Jarrie (1587)
- Coutras (1587)
- Vimory (1587)
- Auneau (1587)
- Journée des Barricades (1588)
- Arques (1589)
- Ivry (1590)
- Paris (1590)
- Journée des Farines (1591)
- Chartes (1591)
- Poncharra (1591)
- Châtillon (1591)
- Rouen (1591-1592)
- Craon (1592)
- Port-Ringeard (1593)
- Fort Crozon (1594)
- Fontaine-Française (1595)
- Doullens (1595)
- Amiens (1597)
- Édit de Nantes (1598)

Rébellions huguenotes (1621-1629)
- Saumur (1621)
- Saint-Jean-d'Angély (1621)
- La Rochelle (1621)
- Montauban (1621)
- Riez (1622)
- Royan (1622)
- Sainte-Foy (1622)
- Nègrepelisse (1622)
- Saint-Antonin (1622)
- Montpellier (1622)
- Saint-Martin-de-Ré (1622)
- Traité de Montpellier (1622)
- Blavet (1625)
- Île de Ré (1625)
- Traité de Paris (1626)
- Saint-Martin-de-Ré (1627)
- La Rochelle (1627-1628)
- Privas (1629)
- Alès (1629)
- Montauban (1629)
- Paix d'Alès (1629)

Révocation de l'édit de Nantes (1685)
Le siège d’Orléans est le dernier épisode militaire de la première guerre de religion, après la victoire de l'armée royale et catholique à la bataille de Dreux le 19 décembre 1562.
La ville d'Orléans était passée à la Réforme protestante peu de temps après le massacre de Vassy. Le prince de Condé, chef militaire des réformés, en avait fait l'une de ses principales places fortes : seul le culte réformé est toléré, les institutions (gouverneur, échevins de la ville..) sont dominées par les réformés, l’évêque est chassé, et, en avril 1562, les églises sont profanées, les reliques détruites.
En 1563, les troupes catholiques conduites par le duc François de Guise partent à la reconquête d’Orléans dont la défense a été confiée au frère de l’amiral de Coligny, François de Coligny d'Andelot. Le 18 février 1563, alors que la position des assiégés devient difficile, Poltrot de Méré, protestant convaincu, tend une ambuscade à François de Guise et le blesse mortellement. Le duc agonise six jours plus tard. Cet assassinat précipite la paix entre les deux parties et conduit à l'édit d'Amboise le 19 mars 1563 qui instaure la paix entre les deux communautés. Ainsi, jusqu’en 1567, Orléans vit sous cette politique de conciliation.

## Contexte
La ville d'Orléans est l'épicentre du parti huguenot. Près de Paris, elle est un lieu stratégique pour les réformés et déstabilise le pouvoir royal. C'est également la ville où le Connétable Anne de Montmorency est en captivité depuis la bataille de Dreux en novembre 1562. Ce siège est donc d'un grand enjeu stratégique pour le pouvoir royal.

## Déroulement
Dirigées par le Duc de Guise, les troupes de l'armée royale se déploient autour de la ville. Mais un réformé infiltré dans les rangs catholiques du nom de Jean Poltrot de Méré sort un pistolet et tire sur le Duc de Guise qui tombe à terre, abattu. 

## Conséquences
Jean Poltrot de Méré est torturé afin de savoir qui lui a ordonné cet assassinat. Celui-ci dénonce alors Gaspard de Coligny, neveu de Montmorency et haut membre du parti huguenot. Le 18 mars, Jean Poltrot reçoit une sentence pareille à celle des régicides ; il est écartelé. Cela montre l'importance du Duc de Guise et la volonté du pouvoir royal de se montrer intransigeant face au réformés.
Le corps du Duc de Guise est ramené à Paris et il est honoré par des funérailles royales.
La dénonciation de Coligny rend la situation extrêmement tendue entre celui-ci et la maison des Guise.

## Bibliographie

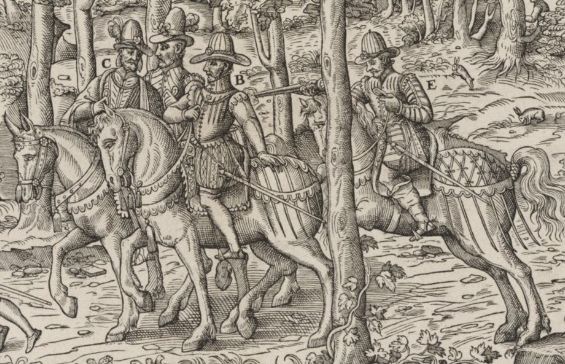
Assassinat du duc François de Guise, le 18 février 1563. Gravure de Tortorel et Perrissin.